# Calle del Barquillo
La calle del Barquillo es una calle de Madrid (en el barrio de Justicia del distrito Centro) que transcurre entre la calle de Alcalá y la de Fernando VI. La tradición popular relata que tomó su nombre del pequeño barco que la marquesa de Nieves tenía para entretenerse en el estanque de su finca, en la parte alta de la calle, donde luego se levantaría el convento de las Salesas.

## Historia
El cronista Pedro de Répide relata que la calle pudo formarse como paso cotidiano de acceso a las llamadas «eras de Vicálvaro», por hallarse estos parajes en la jurisdicción de ese pueblo madrileño. Su importancia como vía data quizá del siglo XVII al convertirse en el camino natural del Convento de San Hermenegildo (1586-1870), cuyas huertas ocupaban el espacio de la actual plaza del Rey y del que solo queda la iglesia de San José (con entrada por la calle de Alcalá). 
En la esquina con la calle Almirante, donde antes estuvo el convento de San Vicente de Paúl, se inauguró en abril de 1845 un «Presidio Modelo» con aforo aproximado para medio millar de presos procedentes de otros presidios. Con fines productivos y educativos, se pusieron en marcha talleres de tejidos y sastrería, zapatería y alpargatería, carpintería, ebanistería y torno, herrería, fundición, calderería y armería, grabado, estampado de percales, peinería, talabardería..., talleres que a partir de febrero de 1948, con 350 penados confinados, se redujeron a la producción de vestuario y utensilios para abastecer otros presidios españoles.

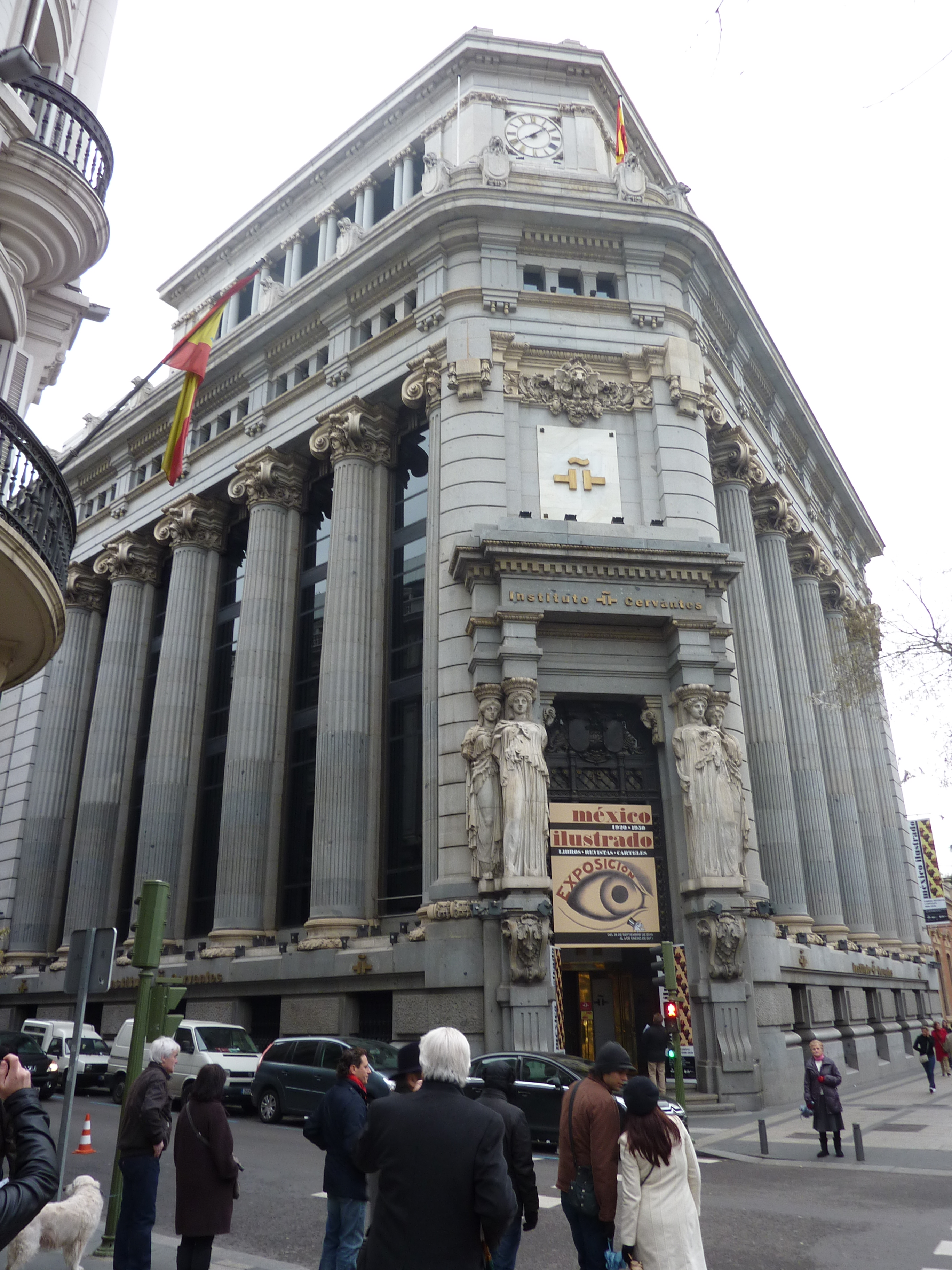
La monumental puerta del primitivo Banco Español del Río de la Plata, en el inicio de la calle del Barquillo esquina a la de Alcalá, sede del Instituto Cervantes de Madrid en el siglo

### Casticismos
En el capítulo castizo hay que anotar que al final de Barquillo, esquina a la calle de Belén, estuvo la famosa casa de Tócame Roque, con corrala para 72 familias, desaparecida en 1850. Otro chascarrillo popular lo sugirió el Edificio de las Cariátides, esquina ya a Alcalá, sede bancaria y luego del Instituto Cervantes, que fue conocida por "la casa de ¡joder qué puerta!", expresión provocada por las antedichas cariátides, estatuas que, como centinelas, tenía a cada lado de la enorme puerta principal del edificio, en el chaflán que forma con la calle Alcalá.

### Teatros, circos y jardines de verano
De los entretenimientos que el madrileño tuvo en esta calle, se conserva en el número 27, el Teatro Infanta Isabel, inaugurado el 9 de febrero de 1907 como el Cinema Nacional. En los números 5 y 7, estuvo el teatro Circo Paul, destruido por un incendio en 1888. Este "Paul" ocupó el tercero de los domicilios en los que Paul Laribeau presentó sus espectáculos ecuestres (tras sus experiencias en el primitivo barracón de Caballero de Gracia y en el Circo Olímpico (luego Teatro del Circo desaparecido en 1876). Y en el solar que fue jardín del antiguo convento de Santa Teresa, esquina a la calle de Fernando VI y ya al final de la calle Barquillo, se edificó en 1874 el teatro de los Jardines Orientales, uno de los populares teatros de verano de la capital española. También tuvo entrada al escenario (o de actores), en el inicio de la calle, esquina a la de Alcalá, el Teatro Apolo hasta su demolición en 1929.

### Casas y vecinos ilustres
El más antiguo 'ilustre vecino' de que se tiene noticia fue el pintor Juan de la Corte, del que consta que en 1637 residía "en la calle del Barquillo, casado con Francisca de Salazar".

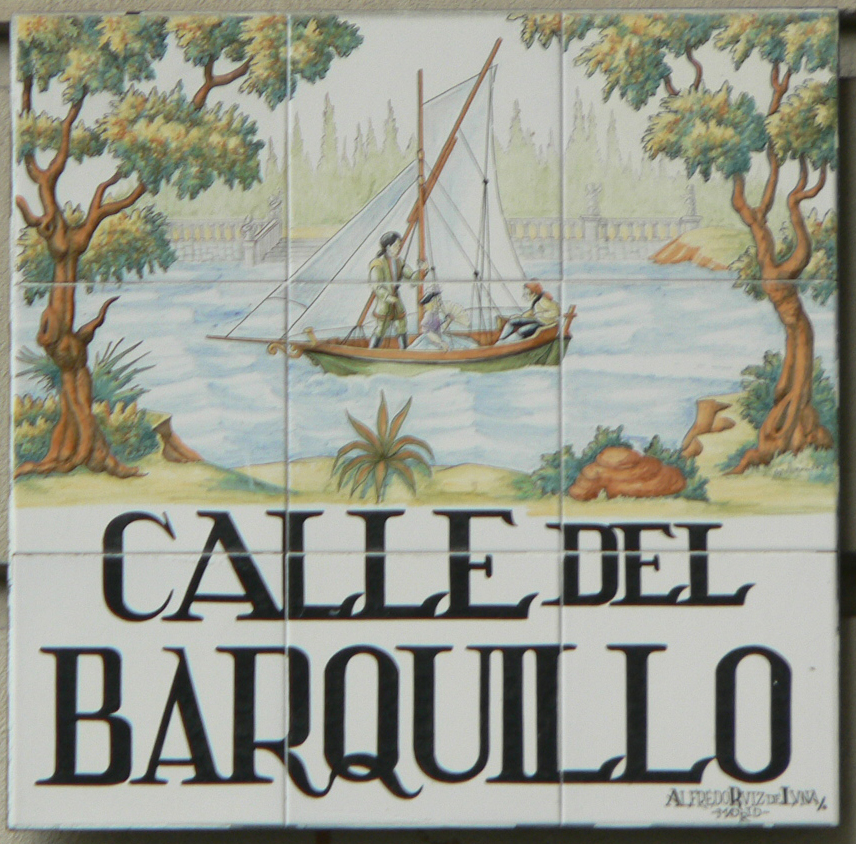
El barquillo de la marquesa de nieves, tal y como se ve reflejado en las placas artísticas que el ceramista Ruiz de Luna realizó para esta calle, como parte de su serie de 1500 placas de azulejos sobre el Casco Histórico de la Villa.

En el siglo xviii, fundado por María del Pilar Teresa Cayetana de Silva y Álvarez de Toledo (musa goyesca) tuvo fachada en esta calle, el Palacio de Buenavista. Y frente a él otro caserón, patrimonio de los condes de Chinchón y luego de Manuel Godoy por su boda con la hija del infante dos Luis; en él —y también por lazo matrimonial— vivió Julianillo Valcárcel, hijo del Conde-Duque de Olivares y protagonista de la pieza teatral de Manuel y Antonio Machado Desdichas de la fortuna o Julianillo Valcárcel. Otro ilustre vecino dieciochesco fue el pintor veneciano Jacopo Amigoni, como recuerda una placa del Ayuntamiento de la Villa en la fachada del número 6. Al otro lado de la calle, en el número 5 puso su notaría Joaquín Costa, y en el siete habitó su última casa el dramaturgo Eduardo Marquina, como recuerdan ambas historiadas lápidas con relieves clásicos. Ya al final de la calle, en el número 34, otra placa municipal informa de que en esa casa nació en 1758 el general Castaños, héroe de Bailén durante la Guerra de la Independencia Española. En el número 23 de la calle, vivió la poeta Ernestina de Champourcín integrante de la Generación del 27.
También han tenido en ella sede el Colegio Oficial de Arquitectos de Madrid y sendas oficinas de la Tabacalera (Palacio de Fontagud y Antiguo Banco Urquijo) y la ONCE (cuya afluencia de asociados llegó a darle durante un tiempo a esta vía el sobre-título de «calle de los ciegos»).

### Tiendas
De 1727 data la instalación de la mejor fábrica de sombreros de la Villa y Corte, creada por Vicente González y trasladada luego a la calle de la Montera. Otro comercio 'exquisito' fue La Villa Mouriscot, famosa repostería madrileña (llamada así en recuerdo de la quinta donde se citaron los reales novios Alfonso y Victoria Eugenia.
En la segunda mitad del siglo XX se la llamó "calle del Sonido" por la concentración en ella de comercios dedicados a la venta de equipos de música, gremio efímero del que apenas ha quedado representación.

### Memoria cantable
No le faltaron al Barquillo los versos de populares habaneras y cuplés, como aquellos que hacían casi una crónica de esta calle, criticando que los políticos sucedieran a los cómicos en los escenarios:
"Porque de Calvo y de Vico
ya se ha pasado la moda.
Ahora, la gente de viso
se marcha a oír a Juan Bravo
a la calle del Barquillo."